# Harcèlement sexuel
Le harcèlement sexuel est un enchaînement d’agissements hostiles et à connotation sexuelle, dont la répétition et l’intensité affaiblissent psychologiquement la victime. Il peut viser à intimider la victime, à la dominer, ou à obtenir un acte sexuel.

## Définitions

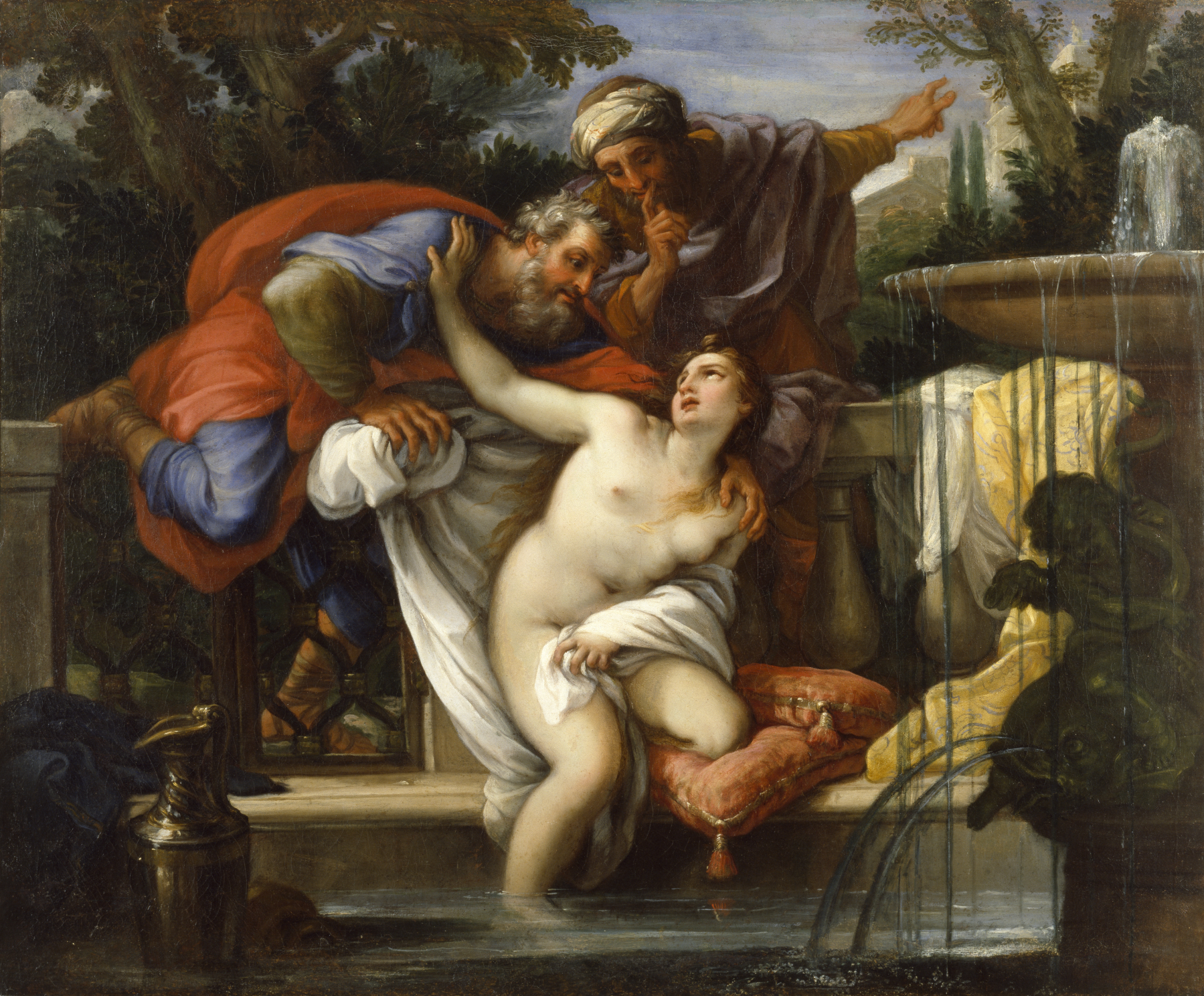
Suzanne harcelée dans l'épisode biblique de Suzanne et les vieillards (tableau de Giuseppe Bartolomeo Chiari).

Le harcèlement sexuel est un enchaînement d’agissements hostiles et à connotation sexuelle, dont la répétition et l’intensité affaiblissent psychologiquement la victime. Il peut viser à intimider la victime, à la dominer, ou à obtenir un acte sexuel.
Le concept juridique s’est forgé dans plusieurs pays à partir du rapport sur le harcèlement sexuel Sexual Harassment of Working Women de l’avocate Catharine MacKinnon (1979).

## Prévention
Les différentes attaques sexuelles peuvent être évitées.

## Causes du harcèlement sexuel

### Pathologie: fausse explication

#### Cause pathologique rejetée par le corps médical
Selon Charles-Siegfried Peretti chef de service à l’hôpital Saint-Antoine, peu de harceleurs sexuels peuvent être considérés comme « malades » au sens clinique du terme. Il explique notamment que « la pathologie mentale est très peu représentée dans ces situations ». De même, pour le psychiatre Mathieu Lacambre quelques cas de harcèlements sexuels ressortissent à la pathologie.
À ce titre, un tiers seulement des cas le harcèlement peut être considéré comme pathologique et être associé le plus souvent à la perversion ou à l’addiction. On peut ainsi distinguer deux types de « malades » : les « pervers » et les « addicts » selon le professeur Peretti[réf. nécessaire].

#### Fausse représentation du harceleur issue des médias
Pourtant, les médias ont tendance à présenter les agresseurs comme des figures d’exceptions. Ce traitement médiatique conduit au stéréotype représentant la femme comme une proie fragile et vulnérable et l’homme comme un fou, un prédateur, un dérangé… L’association Faire face relève que ce type de traitement conduit à « l’invisibilisation du caractère systémique de la violence de genre », c’est-à-dire que l’agresseur ferait figure d’exception et ne serait pas monsieur tout le monde ; cela conduit aussi à l’idée d’un profil type de l’agresseur comme un autre non identifiable : si les violences sont le fait d’inconnus, elles seraient invisibles, etc. Or, les femmes ayant vécu des violences sexuelles connaissent leurs agresseurs dans 86% des cas.
Du point de vue du psychanalyste Samuel Lepastier, le harcèlement sexuel relève d'un fantasme incestueux.

#### Absence de profil-type et l'exclusion de la pathologie
Finalement, dans la majorité des cas, le harceleur ne présente pas de pathologie particulière qui apparaîtrait comme une cause de son acte. D'ailleurs, d'un point de vue psychiatrique, certains, comme le professeur Roland Coutanceau, considèrent que les harceleurs ne sont pas des malades au sens psychiatrique, le harcèlement relevant du comportement. C’est pourquoi il faut sensibiliser toute personne car le harcèlement peut être commis partout et par tous. Il ne faut pas banaliser un acte isolé.
Il n'existe pas de profil type de harceleur.

## Droit par pays

### Canada

#### Droit pénal
Bien que le terme « harcèlement sexuel » ne figure pas au Code criminel, cette loi prévoit l'infraction de harcèlement criminel à l'article 264 C.cr.. Dans cette infraction, l'accusé a fait raisonnablement craindre la victime pour sa sécurité ou pour l'une de ses connaissances, en sachant qu'elle se sent harcelée. Donc ce n'est pas parfaitement identique au harcèlement sexuel du droit du travail ou du droit civil, où l'exigence d'une crainte raisonnable à la sécurité n'a pas à être présente.

#### Québec
En droit du travail québécois, le harcèlement sexuel au travail est couvert par les règles en matière de harcèlement psychologique dans la Loi sur les normes du travail et le Code du travail.
En droit des libertés publiques québécois, le harcèlement discriminatoire des articles 10 et 10.1 de la Charte des droits et libertés de la personne englobe le harcèlement sexuel, d'après la jurisprudence du Tribunal des droits de la personne.

### Égypte
Plusieurs événements marquent la reconnaissance du harcèlement sexuel comme un problème en Égypte.
Finalement une loi est promulguée par décret au printemps 2014. Elle définit le harcèlement sexuel comme la « manifestation d’actes, suggestions ou allusions sexuelles ou obscènes que ce soit par signe, par parole ou par tout autre moyen, y compris les moyens de communications câblées ou non » avec intention d’en tirer un « bénéfice à caractère sexuel ». Un tel comportement est alors puni de prison et de 10 000 à 20 000 livres égyptiens d’amende. Ces peines sont alourdies en cas de circonstances aggravantes telles que l’abus de pouvoir, l’acte commis en bande ou sous la contrainte d’une arme ou la récidive.

### France
Le harcèlement sexuel est réprimé pénalement, il connaît donc une définition spéciale au sein de ce code en vertu du principe de légalité des délits et des peines. Il fait également l'objet d'une disposition spécifique au sein du code du travail, permettant de l'apprécier plus largement.
L’article 222-33 du Code pénal définit le harcèlement sexuel comme « le fait d'imposer à une personne, de façon répétée, des propos ou comportements à connotation sexuelle ou sexiste qui soit portent atteinte à sa dignité en raison de leur caractère dégradant ou humiliant, soit créent à son encontre une situation intimidante, hostile ou offensante ».

### Grèce
Conformément à une directive de l'Union européenne de 2002, la Grèce instaure en juin 2006 le délit de « harcèlement sexuel » qui prévoit des peines d'emprisonnement de six mois à trois ans ainsi qu'une amende d'au moins 1 000 euros. Dans le secteur public, le harcèlement sexuel pourra être suivi de sanctions disciplinaires.

### Japon
Pour ce qui est du harcèlement sexuel au travail c’est la loi sur l’égalité des chances en matière d’emploi datant de 1985 qui interdit le harcèlement sexuel et il appartient à l’employeur de faire respecter cette interdiction en vertu de l'article 21§1.

### Maroc
Au Maroc où près de deux femmes sur trois sont victimes de violences, les attouchements sur les femmes et les jeunes filles dans les transports en commun sont fréquents alors que la loi marocaine condamne le harcèlement des femmes au travail, et, depuis 2018 seulement, dans les espaces publics,.

### Suisse
On entend par harcèlement sexuel sur le lieu de travail tout comportement à caractère sexuel ou fondé sur l’appartenance sexuelle, ressenti comme importun par la personne visée et portant atteinte à sa dignité. En font par exemple partie les remarques désobligeantes et équivoques sur l’apparence d’une femme ou d’un homme, les remarques sexistes sur les caractéristiques sexuelles, le comportement sexuel ou l’orientation sexuelle, les contacts corporels non souhaités, la présentation de matériel pornographique, ainsi que les abus sexuels, la contrainte sexuelle et le viol.
L’interdiction de discriminer a été inscrite en 1981 dans la Constitution fédérale (art. 4, al. 2 aCst.) et reprise à l’art. 8, al. 2, de la version révisée. L’interdiction du harcèlement sexuel sur le lieu de travail figure dans la loi fédérale sur l’égalité entre femmes et hommes du 24 mars 1995.